# جيري ستادز
جيري ستادز (بالإنجليزية: Gerry Studds)‏ (و. 1937 – 2006 م) هو سياسي، ومدرس، وموظف سلك دبلوماسي، وLegislative assistant ‏، وCampaign manager ‏ أمريكي، ولد في مينيولا، كان عضوًا في الحزب الديمقراطي، توفي في بوسطن، عن عمر يناهز 69 عاماً، بسبب انصمام رئوي.

## مناصب
تولى منصب عضو مجلس النواب الأمريكي (4 يناير 1995–3 يناير 1997)
- عضو مجلس النواب الأمريكي (5 يناير 1993–3 يناير 1995)[3]
- عضو مجلس النواب الأمريكي (3 يناير 1991–3 يناير 1993)[3]
- عضو مجلس النواب الأمريكي (3 يناير 1973–3 يناير 1997)[3]
- مندوب  [لغات أخرى]‏ (حتى 1968)[3]
- Legislative assistant [الإنجليزية]‏، في يوجين مكارثي (حتى 1964)[3]
- أجير، في جون كينيدي (1962–1963)[3]

.

## التعليم
تعلم في جامعة ييل، وتحصل منها على ماجستير الآداب في التدريس (حتى 1961)، وتعلم في جامعة ييل، وتحصل منها على بكالوريوس في الفنون (حتى 1959)، وتعلم في مدرسة ابتدائية، وتعلم في Derby Academy (Hingham) ‏
.